# 헬무트 콜
헬무트 요제프 미하엘 콜(독일어: Helmut Josef Michael Kohl, 독일어 발음: [ˈhɛlmuːt ˈjoːzɛf mɪçaˌeːl ˈkoːl] ( 듣기), 1930년 4월 3일~2017년 6월 16일)은 독일의 정치인이다. 1982년부터 1998년까지 독일의 총리와(1982-90년은 서독, 1990-98년은 통일 독일의 총리) 1973년부터 1998년까지 독일 기독교민주연합의 총재를 역임했다.

## 주요 이력
콜의 16년 남짓을 달하는 총리 임기는 오토 폰 비스마르크 이후 가장 긴 기간이었고, 전 세계 어디에도 민주적인 투표로 당선된 정부수반들 중 그보다 오래 재임한 사람은 없다. 특히 냉전 시대의 종말을 감독하고 독일 통일을 이끈 업적은 널리 칭송 받고 있다. 또한 전 프랑스 대통령 프랑수아 미테랑과 같이 마스트리흐트 조약의 초석을 다져 유럽 연합을 만든 인물로 여겨진다. 미국의 전 대통령 조지 H. W. 부시와 빌 클린턴은 콜을 "20세기 중, 후반의 가장 위대한 유럽 지도자"라고 표현하였다.

## 생애

### 어린 시절과 교육
헬무트 콜은 1930년 4월 3일 독일의 루트비히스하펜 암 라인(Ludwigshafen am Rhein, 현 라인란트-팔츠 주 소속)이라는 도시에서 태어났다. 그의 가족은 보수성향의 로마 가톨릭 집안이었고, 1933년 이전, 이후 모두 가톨릭 중앙당(Catholic centre party, CCU)의 일원이었다. 그의 형은 10대에 사병으로 제2차 세계대전에서 전사하였다. 콜이 10살이 되었을 때 당시 여느 독일 아이들과 마찬가지로 히틀러가 만든 독일 소년단(Deutsches Jungvolk)의 일원이 되도록 강요 받았다. 그는 또한 1945년에 징병되었으나 그 어떤 전투에도 참전하지 않았다. 훗날 콜은 이 사실을 놓고 "늦은 출생의 축복"이라고 회상한 것으로 알려져 있다.
콜은 루프레히트 초등학교를 다녔고, 막스 플랑크 고등학교로 진학하였다. 1950년에 고등학교 졸업한 후에는 루트비히스하펜에서 프랑크푸르트 암 마인까지 통학하며 2학기 동안 법학을 공부하였다. 여기서 그는 당시 유명 학자였던 카를로스 슈미트(Carlos Schmid)와 발터 할슈타인에게서 강의를 들었다. 1951년에는 하이델베르크 대학교로 편입하여 역사와 정치를 전공하였다. 그의 가족 중 대학을 나온 것은 콜이 유일했다.

### 정치계에 입문하기 전의 삶
1956년 대학을 졸업한 후, 콜은 하이델베르크 대학의 부속 기관인 알프레트 베버 협회에서 돌프 슈테른베르거(Dolf Sternberger)  아래에서 연구원으로 일했다. 1958년에는 "팔츠 주(州)의 정치적 발전과 1945년 이후 정당들의 복원"이란 주제로 박사 학위를 취득했다. 그 후, 처음에는 루트비히스하펜의 한 주문 생산 공장 사장의 조력자로 , 1960년에는 루트비히스하펜의 화학 산업 연합(Industrial Union for Chemistry)의 경영자로서 사업에 첫 발을 들여 놓았다. 또한 1960년은 그에게 특별한 해였는데, 1953년에 이미 결혼을 약속했던 하넬로레 레너(Hannelore Renner)와 결혼을 했다. 그들은 1948년, 댄스 교실에서 만난 이후 교제를 시작했으며 , 결혼 후 두 아들을 두었다.

### 정치계 입문 후 초창기
콜은 1946년 기독민주연합(CDU)에 입당해,  1948년 18살이 된 후로는 정당의 일원으로 활동하였다. 1947년 그는 루트비히스하펜 CDU 지역 정당에서 청년 조직(Junge Union)을 공동 설립하기도 했다. 1953년 그는 팔츠 주 지사 CDU 위원회에 들어갔고, 1961년까지 라인란트-팔츠 주의 청년 조직 부위원장으로써 위원회 일원으로 일했다. 1955년 1월에는 라인란트-팔츠 주 CDU 위원회에도 출마했지만, 당시 그 주의 가족부 장관이었던 프란츠요제프 뷔어멜링(Franz-Josef Wuermeling)에게 적은 표차로 패했다. 그럼에도 그는 지역 대표로 위원회에 들어갈 수 있었다. 지역 정당 대표로 활동하던 초기의 콜은 전통 교회와의 유대 관계에서 벗어나 젊은 세대를 위해 개혁 정당을 만들고자 했다.
1959년 초, 콜은 루트비히스하펜 지사 CDU의 위원장뿐만 아니라 다가오는 라인란트팔츠 총리 선거의 후보자로도 당선되었다. 1959년 4월 19일, 라인란트-팔츠 주 의회의 가장 어린 일원으로 당선되었다. 또한 1960년 루트비히스하펜 시 의회에도 당선되었는데, 여기서 그는 1969년까지 CDU 당의 지도자로써 일하였다. CDU 국회 그룹의 대표였던 빌헬름 보덴(Wilhelm Boden)이 1961년 가을에 사망하자, 콜은 대표자 지위까지 올라갔다. 1963년 다음 주 선거가 끝난 후, 그는 당 대표가 되었고, 1969년 총리가 되기 전까지 이 직위를 위임하였다. 1966년 콜과 당시 현 총리이자 당 대표였던 페터 알트마이어는 당 대표 직위를 공유하기로 합의했다. 1966년 3월, 콜은 라인란트-팔츠 주의 당 대표로 당선되었고, 알트마이어는 1967년 총리 재선에 도전하였다. 결국 콜은 2년 후 알트마이어에게 당 대표직을 완전히 위임 받았다.

### 라인란트팔츠 총리
1969년 5월 1일, 콜은 알트마이어의 후임자로 라인란트팔츠 주의 총리가 되었다. 2015년까지도 콜은 독일 정부 기관의 장으로 당선된 사람들 중 가장 어린 사람으로 남아있다. 불과 총리 선거 며칠 전에도 콜은 연방 CDU 당의 부위원장이 되기도 했다. . 총리를 지내는 동안 콜은 학교와 교육에 집중하는 개혁가였다. 그의 정부는 당의 보수 집단의 반발에도 불구하고 학교에서의 체벌과 교구 부속 학교를 폐지하였다. 또한 임기 중 콜은 트리어-카이저스라우테른 대학을 설립하고 영토적 개혁을 위한 법도 제정하였다. 경제와 교통 및 다른 사회적 일들에 관여하는 부서를 설립한 것 또한 그의 업적으로 남아있다.

### CDU 당 위원장으로서 선거

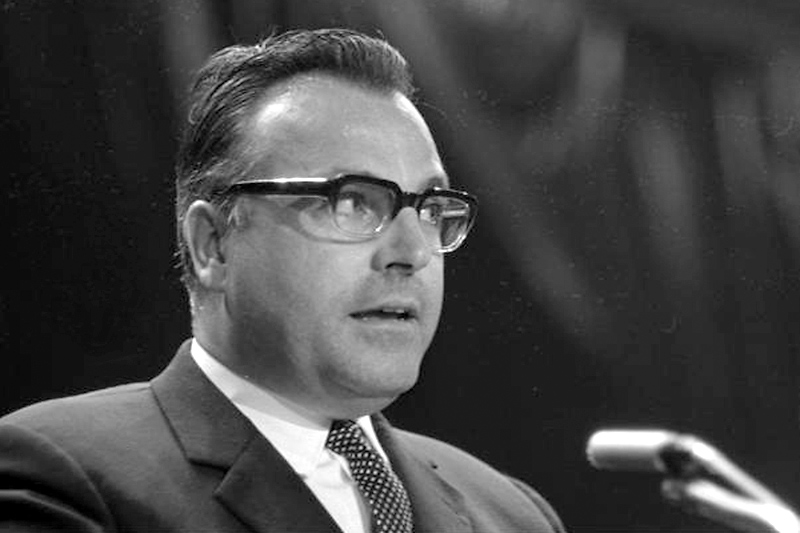
1969년의 콜

1964년 콜은 CDU 당의 연방 위원회 소속으로 승진했다. 2년 후, 라인란트-팔츠 주 지사 당 위원장으로 당선되기 전 그는 당의 최고 위원회에 도전했지만 실패했다. 하지만 1969년 선거에서 CDU가 제2차 세계대전 이후로 처음으로 연방 정부 집권에 실패하자, 콜은 위원회에 당선되었다. 당시 CDU 당은 전 총리 쿠르트 게오르크 키징거가 1971년까지 CDU 당 총재직을 역임했지만, 당시 국회 의장이었던 라이너 바츨(Rainer Barzel)이 주축이 되어 빌리 브란트가 주도하는 사회-자유 연합을 비판하고 있었다.
당 최고 위원회의 일원으로써 콜은 당의 개혁을 추진했는데, 그는 특히 교육에 대한 자유주의적 입장과 피고용인이 참여하는 사회주의 정책 제도를 지지하였다. 하지만 1971년 이 계획은 당 투표로 붙여졌을 때, 콜은 당 내의 보수주의 세력을 이겨내지 못했다. 심지어 콜 그 자신도 실수로 자신의 계획에 반대표를 던져 그의 지지자들에게 많은 비판을 받았다.
그럼에도 불구하고, 1971년 키징거가 당 위원장 직위를 내려놓았을 때, 콜은 그의 후임자 후보 중 하나였다. 그러나 그는 바츨에게 170표 차이로 패배했다. 1972년 4월 브란트 총리가 대(對) 동유럽 정책(동방정책)을 내놓자, CDU 당은 브란트를 탄핵하고 바츨을 총리로 선출하려고 했으나 연방국회 투표에서 2표 차이로 실패했다. 그 다음해에 바츨이 총선거에서도 패하자, 헬무트 콜에게 기회가 주어졌다. 결국 바츨이 1973년 5월 10일에 당 위원장 불출마 선언을 하고, 콜은 당내 유일한 후보로써 1973년 6월 12일 자르브뤼켄에서 열린 전당 대회에서 600표 중 520표를 쓸어 모으며 기독민주당 위원장으로 당선되었다. 그는 이 직위를 1998년까지 유지했다.

### 1976년 독일 국회의원 선거
1976년 독일 국회의원 선거에서 콜은 CDU/CSU 연합(CSU는 CDU의 자매 당)의 총리 후보였다. 그해 총선에서 CDU/CSU 연합은 전체 정당중 48.6%의 투표율을 기록하며 성공적인 선거를 치렀다. 하지만 당시 사회민주당 출신의 헬무트 슈미트 총리를 비롯해 다수당이자 집권여당인 사회 민주당-자유 민주당 연합의 주도로 정부내 주요 부처 요직을 얻지 못했다. 콜은 결국 라인란트-팔츠 총리직을 내려 놓고 정권교체를 위해 국회에서 CDU/CSU 연합당의 지도자가 되었다.

### 야당의 지도자
1980년 전당대회에서 CSU의 지도자 프란츠 요제프 슈트라우스가 CDU/CSU 연합의 총리 후보로 선출되자 콜은 차기 후보로 남았다. 하지만 슈트라우스는 그해 총선에서 독일 사회민주당-자유민주당 연합에게 패했고, 콜과 달리 CDU/CSU 연합의 대표직을 포기하고 바이에른 주의 총리로 복귀했다. 이후 콜은 슈미트 총리의 3차례 임기 기간 동안 기독민주연합의 대항마로 활동했다(1980-82). 1982년 9월 17일, 경제 제도에 대한 갈등이 독일 사회민주당-자유민주당 연합 내부에서 발생했다. 자유 민주당은 노동 시장을 기업 중심의 급진적 자유화로 가길 원했지만 독일 사회 민주당은 노조 중심의 안정된 노동 시장을 선호했다. 결국 자유 민주당은 콜의 주도아래 부분 적인 개혁노선을 걷던 기독민주연합(CDU/CSU)과 차기 정권 창출을 위한 양당 실무협상을 시작하기에 이른다.

### 서독 총리

#### 서독 총리 자리에 오르다
1982년 10월 1일, CDU는 자유 민주당의 지지에 힘입어 총리 불신임 투표를 실시한다. 그 결과 3일 후, 연방 국회는 콜을 총리로 선출하는 것을 골자로 CDU/CSU-자유 민주당 연합 내각을 택하게 된다. 이 새로운 연합의 중요한 사안은 그해 9월 20일 대부분 타결되었고, 나머지 사안들은 후에 투표로 결정되었다. 콜의 총리 선출은 기본법에 의거하여 진행되었지만, 안팍으로 논란(선거법 위반)이 일어났다. 특히 자유 민주당은 1980년 총선 기간 동안 독일 사회 민주당과 연합 정당이었고, 심지어 슈미트 총리의 사진을 포스터에 싣기도 했다. 또한 콜을 중심으로한 새 정부가 과연 다수 국민의 지지를 받고 있는가에 대해서도 논란이 끊이지 않았다. 이러한 의문들을 해소하고자 콜 총리가 주도하는 새 정부는 가장 가까이 있는 선거를 겨냥했다. 기본법에 따르면 신임 투표에 실패해도 국회는 해산만 되므로 콜 정부는 다른 논란을 감수하는 행보를 진행한다. 콜은 그의 연합 정당 일원들이 기권한 상태에서 신임 투표를 진행하게 된다. 그후 카를 카르스텐스 대통령은 국회를 해산하고 새 선거를 진행한다. 당시 기독 민주당과 자유 민주당 연합의 이러한 움직임은 논란이 많았지만 독일 연방 헌법재판소는 이를 합법적으로 인정했고 2005년 다시 한 번 독일 사회 민주당 총리 게르하르트 슈뢰더에 의해 적용된다.

#### 재선
1983년 3월 연방 선거에서 콜은 큰 표 차이로 재선에 성공한다. CDU/CSU 연합은 48.8%의 표를 휩쓸 동안 자유 민주당 7%의 표만 얻었다. 국회의 몇 반대파들이 연방 헌법재판소에 모든 과정이 위헌적이었다고 고소했지만, 이는 후에 비슷한 움직임에 대한 제한만 만들었을 뿐 거절당했다. 콜의 두 번째 내각은 NATO의 중거리 미사일 배치 등 몇 가지 논란이 많은 계획들을 실행한다. 1984년 1월 24일 콜은 이스라엘 국회에서 전쟁 후 첫 독일 총리로서 연설도 하였다. 이 연설에서 그는 자유주의 저널리스트 귄터 가우스(Günter Gaus)의 유명한 문장 "늦은 출생의 축복"을 사용한다.
1984년 9월 22일, 콜은 제1차 세계대전 중 프랑스와 독일 사이에서 일어난 베르됭 전투의 장소인 베르됭에서 프랑수아 미테랑 프랑스 대통령과 만났다. 이들은 함께 두 세계전쟁으로 희생된 이들의 죽음을 기념했다. 이들이 긴 악수를 하는 사진은 프랑스-독일 간의 화해의 상징으로 기억된다. 콜과 미테랑은 친근한 정치적 관계는 훗날 유럽 연합이 생성되는 모터가 되었다. 이들은 함께 유럽 방위군과 Arte와 같은 프로젝트의 기반을 다졌다. 또한 프랑스-독일 협동은 마스트리흐트 조약과 유럽 연합과 같은 중요한 유럽 프로젝트들의 필수적이었다.
1985년 콜과 로널드 레이건 미합중국 대통령은 유럽 전승 기념일 40주년을 같이 기리며 독일과 미국의 유대 관계의 힘을 보여줄 기회를 찾았다. 1984년 11월 백악관을 방문한 콜은 레이건 대통령에게 독일 현충원에서 두 국가들간의 상징적인 화해에 동참해달라고 제안했다. 그 결과, 레이건이 본에서 열린 G7 정상 회의를 위해 독일을 찾았을 때, 이 둘은 5월 5일에 베르겐-벨젠 강제 수용소와 Waffen-SS 부대 소속 49명의 시신을 수용 중인 비트부르크 독일 현충원을 방문하였다.

#### 삼선

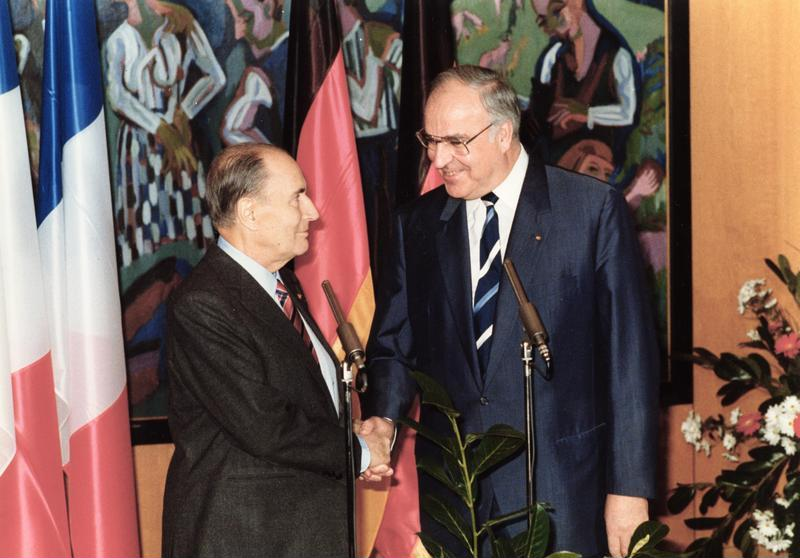
프랑수아 미테랑 프랑스 대통령과 콜 총리

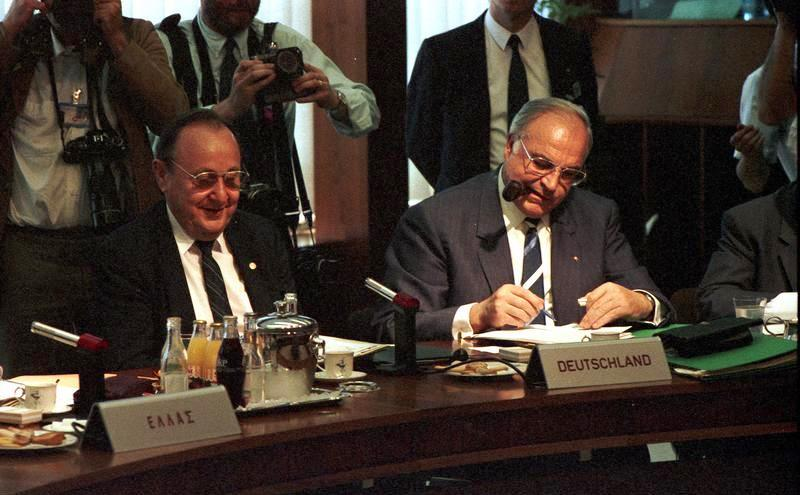
한스디트리히 겐셔와 함께

1987년 연방 선거 때 콜은 3선에 성공한다. 이 때 독일 사회 민주당의 총리 후보는 노르트라인베스트팔렌 주 총리 요하네스 라우(Johannes Rau)였다.
1987년 콜은 동독의 지도자 중 처음으로 서독을 방문한 에리히 호네커를 맞이한다. 이는 콜이 1970년대 독일 사회 민주당이 내놓았던 대(對) 동유럽 정책을 채택해 동, 서독간의 협조 관계를 조성했음을 보여준다(이는 콜이 속해있던 CDU 당이 강하게 반대했던 정책이다).

#### 국내 정책
콜은 총리로 일하는 동안 몇 가지 독창적인 제도를 따랐다. 나이가 많은 실직자들에겐 실직자 혜택 기간을 늘려주었고, 어린 실직자들 또한 21살까지 혜택을 받았다. 1986년에는 아이를 가진 부모 중 한 명 이상이 직업이 있으면 보조금 혜택을 주기도 했다. 비공식적 보호자들 또한 세금 인센티브와 더불어 보조금을 받았다. 1984년 조기 퇴직 제도를 도입해 나이든 노동자를 실직자 목록에 등재된 지원자로 대체하는 고용인에게 인센티브를 제공하기도 했다. 1989년에는 부분 퇴직 제도가 도입되어 나이든 노동자들은 반만 일하고도 급여의 70%를 받을 수 있었다.
하지만 콜은 사회적 제도 분야에서 논란이 많은 결정을 내리기도 했다. 학생 장학금이 주로 환급될 수 있게 하였고, 1989년 의료 제도 개혁안은 환자들이 진료비를 환급 받는 대신 입원비, 스파 방문비, 의치, 처방된 약들에 드는 비용은 증가시켰다. 또한, 1986년 개혁에 따라 1921년 이후 태어난 여자들은 아이 한 명당 1년치 노동 인정을 해주었고, 입법자들은 그 이전에 태어난 엄마들을 위한 추가적인 연금 혜택을 도입해야 했다.

#### 통일로 가는 길

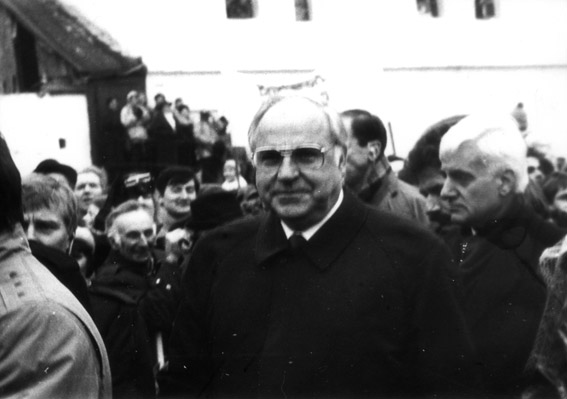
폴란드 방문 중(1989년)

1989년 베를린 장벽이 붕괴되고 동독의 사회주의 정권이 무너지자 콜이 이런 동독 사태를 처리하는 것은 그의 총리 경력의 전환점이 되었다. 대부분의 서독인들과 마찬가지로 콜 역시 처음에는 1989년 사회주의자 연합당이 1989년 후반에 무너졌어도 무관심했다. 하지만 그는 곧 독일의 통일을 이뤄내야하는 헌법적 의무를 받아들여 이를 현실로 만들기 위해 움직였다. 동독에서 일어나고 있었던 역사적인 정치적 변화를 이용하며 콜은 자유 민주당이나 다른 서부 동맹국들과 아무런 상의도 없이 "독일과 유럽의 분열을 이겨내기"라는 계획을 제시했다. 1990년 2월 그는 소련이 독일 통일을 반대하지 않을 것이란 확답을 듣기 위해 미하일 고르바초프를 방문한다. 한 달 후, 동독의 민주적 사회주의 당은 서독의 CDU의 동독 자매당들에게 큰 패배를 당하고 이는 빠른 통일에 초석이 된다.
1990년 5월 18일 콜은 동독과 경제적 그리고 사회적 연합 조약을 맺는다. 이 조약은 통일은 기본법 23조에 따라 진행될 것임을 명시하고 있다. 기본법 23조는 단순한 과반수 투표를 통해 어느 새로운 주들도 기본법을 고수할 수 있다고 제시한다. 또 다른 대안은 기본법 146조에 따라 새롭게 통일된 나라를 위해 완전히 새로운 헌법을 제정하는 것이었다. 하지만 이 방법은 서독에서 많은 반발을 불러 일으켰을 것이고 그 때 당시 동독 또한 무정부 상대에 가까웠기 때문에 비현실적이었다. 이와 반대로 23조에 따르면 통일은 6개월 정도면 가능했다.
독일 연방 은행 총재 카를 오토 폴(Karl Otto Pöhl)의 반대 의견에도 불구하고 콜은 임금, 이자, 대출에 있어 서, 동 마르크에 1:1 환율을 적용했다. 결과론적으로 이 제도는 새 연방 주들의 회사들에게 큰 타격을 입혔다. 또한 외무부 장관 한스-디트리히 겐셔(Hans-Dietrich Genscher)와 함께 콜은 전 제2차 세계전쟁 동맹국들로부터 독일 통일에 대한 인정을 받는데 성공했다. 심지어 콜이 통독은 서독이 차지하고 있던 NATO와 EC에서의 자리들을 물려받을 것이라고 말했음에도 불구하고 고르바초프로부터 통독이 어느 국제 동맹에 들어가든 상관하지 않을 것이라는 확언을 받았다.
결국 1990년 8월 31일 통일 조약이 맺어졌고 1990년 9월 20일 두 국회로부터 압도적인 찬성을 받았다. 1990년 10월 3일 동독은 공식적으로 사라졌고 그 영토들은 연방 공화국으로 귀속됐다. 동, 서 베를린은 연방 공화국의 수도로써 다시 합쳐졌다. 베를린 장벽이 붕괴된 이후 콜은 오데르-나이세 라인 동쪽의 독일 영토는 폴란드의 땅으로 인정하며 그 권리를 포기했다. 1993년 콜은 독일이 앞으로 수데텐란트(Sudentenland)에 대한 어떠한 주장도 하지 않을 것임을 확인하는 조약을 체코와 맺었다. 아쉽게도 이 조약은 독일 피난민들에게는 실망적이었다.

#### 통일 독일의 총리

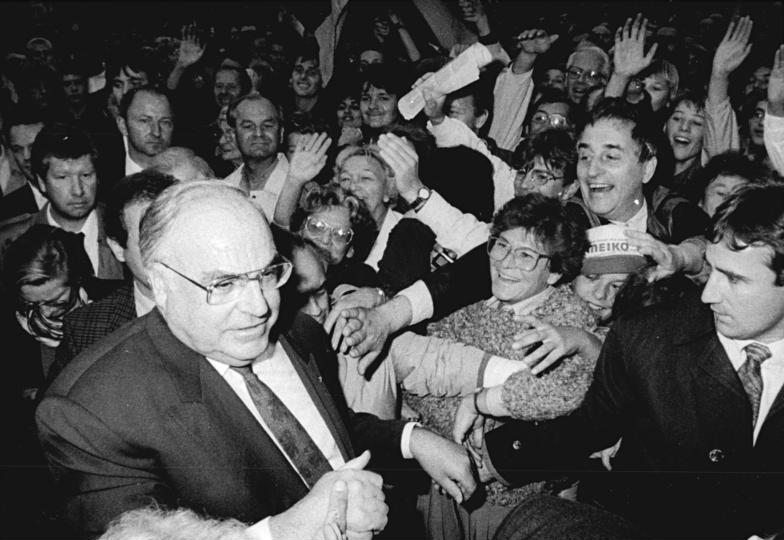
1990년 드레스덴에서

통일은 콜을 범접 불가한 위치로 올려놓았다. 바이마르 공화국 시대 이후 처음으로 모든 독일인들이 참가한 1990년 선거에서 콜은 압도적인 승리를 거두며 사선에 성공했다.
1994년 연방 선거 때 콜은 재임에 성공했지만 1990년 선거만큼 많은 표를 받지는 못했다. 또한 독일 사회 민주당이 상원에서 과반수의 자리를 차지하며 콜의 힘을 크게 제한시켰다. 프랑크푸르트 암 마인 주에 유럽 중앙 은행이 설립되도록 하는 등 외교적인 부분에서 콜은 더 성공적이었다. 1997년 콜은 유럽을 위한 비전 상을 수상하며 유럽의 단합을 위한 노력을 인정받았다.
1990년 후반에 들어서면서 콜의 인기는 높아지는 실업률 때문에 차차 낮아졌다. 결국 1998년 선거에서 그는 니더작센 주 총리 게르하르트 슈뢰더에게 크게 패배했다.

### 퇴직 및 법적 문제
슈뢰더가 이끄는 적-녹 연합 정부는 1998년 10월 27일, 콜의 정부와 교체했다. 그는 즉시 CDU 지도자를 사임함과 동시에 크게는 정치에서 은퇴하였다. 하지만 그는 2002년 선거에서 재선에 출마하지 않기로 결정 때까지 연방 하원의 구성원으로 남아 있었다.

#### CDU 재정 사건
1999년 11월 4일에, 아우크스부르크 지방 법원은 탈세 혐의가 있는 CDU 재무 장관 발터 라이슬러 키프에 대한 체포 영장을 발부하였다. 그와 다른 당원들이 티센 회사에서 백만 마르크 상당의 기부금을 수수하였는데 세금을 납부하지 않고 저희끼리 분배하였음이 드러났다. 며칠 후 CDU 사무 총장 하이너 가이슬러는 CDU가 콜 정권 시대 동안 검은 계좌를 운영하였다고 분명히 말하였다. 비로소 210만 마르크를 은닉하고 불법 정당 기부금을 수수하였다는 성명서에 동의하고 확인시켜 주었다. 그 결과, CDU 명예 회장 직에서 물러났다. 이 기부금 추문으로 자신의 정치 시대를 마감하였다.

### 정계 은퇴 후

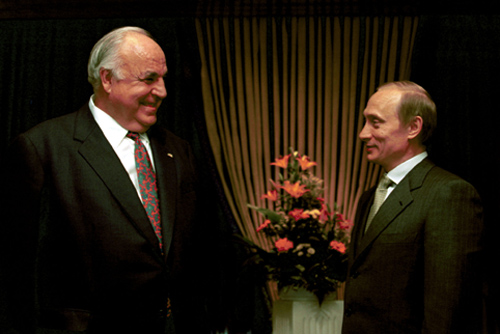
콜과 블라디미르 푸틴(2000년)

2002년, 콜은 연방 하원을 떠나면서 공식적으로 정치에서 은퇴했다. 최근 몇 년 동안, 콜은 대부분 다시 그의 정당에서 명예를 회복하고 있었다. 취임 후, 앙겔라 메르켈 총리는 옛 후원자를 장관의 사무실로 초대했고, 로널드 포팔라와 CDU 사무 총장이 "CDU는 위대한 정치가의 경험을 활용하기 위해서 콜과 더 밀접하게 협력 할 것"이라고 말했다. 2001년 7월 5일, 그의 아내인 하넬로레가 수년간 피부광선염으로 고통받아오다 견디지 못해 자살한다. 또, 그가 장관이 되고 난 2004년 3월 4일, 1930년에서 1982년 사이의 기록을 적은 그의 첫 번째 회고록 "추억 1930-1982"를 발표했다. 뒤이어 2005년 11월 3일에 출판된 두 번째 회고록은 그의 장관 시절 전반을 포함한다(1982-1990). 2004년 12월28일, 그는 2004년 인도양 지진으로 호텔에서 고립된 후 스리랑카 공군에 의해 구조되었다. 콜은 마드리드 클럽의 회원이다.
독일 언론에 보도된 바와 같이, 그는 또한 유럽 국민당의 새로운 정치 기반이자 유럽 연구가 시작될 헬무트 콜 유럽 연구 센터(현재, 유럽 연구 센터)에 그의 이름을 쓸 수 있게 해주었다. 2008년 2월 말, 콜은 병원에 있는 동안 심각한 머리 부상과 뇌졸중으로 고통을 받았고, 부분 마비와 말하기에 어려움을 겼으며 휠체어를 타게 되었다. 그는 병원에 있는 동안 43세의 마이케 리히터와 2008년 5월 8일에 결혼하였는데, 그 당시에는 집중 치료를 계속 받고 있었다. 2010년, 그는 하이델베르크에서 담낭 수술을 받았으며 2012년에는 심장 수술을 했다.
2011년, 콜은 건강의 악화에도 불구하고 많은 인터뷰와 화제의 발언들을 하기 시작했다. 그는 그의 후임자인 메르켈 총리가 유럽 재정 위기에 대한 엄격한 긴축 정책에 찬성하는 것에 대해 날카롭게 규탄했고, 이후 우크라이나 위기때 그가 총리로 부임했던 시절의 평화로운 유럽 통합 정책과 어긋나게 행동하는 러시아를 비난했다. 그는 자신의 바로 후임자인 슈뢰더의 유로 정책을 공격하는 동시에 메르켈 총리에 대한 비판을 담고 있는 "유럽에 대한 우려의 부족"(Aus sorge um Europa)이라는 책을 출간하였다. 그리고 그가 쓴 "메르켈은 내가 구축한 유럽을 파괴하고 있다."라는 말은 언론에서 많이 인용되었다.
2017년 4월, 인격권을 심각하게 침해한 혐의를 받고 있는 비공인 전기에 대한 손해 배상금 100만 유로를 받았다. 쾰른 법원의 판사들은 이 책의 두 저자와 그들 출판사에게 그의 배임 및 명예훼손 혐의로 손해 배상을 청구하였다. 인기 상품 도서인 《유산: 콜-프로토콜 (Vermächtnis: Die Kohl-Protokolle)》은 2001년부터 2002년 사이에 콜과 그의 전 유령 작가인 헤리베르트 슈반(Herbert Schwan)이 녹취한 630시간 분량의 대화를 기반으로 하였다. 그 인터뷰는 몇 권으로 구성된 회고록 기획에 반영될 계획이었으나 도중에 완전히 폐기되었다. 슈반은 콜의 아내인 하넬로레의 자살을 때때로 비난하는 것으로 여겨지는 또 다른 작품을 출판하고 관계가 소원해졌을 때 이것을 기획대로 진행하면서 많은 난처한 의견과 말다툼을 인용하였다. 냉전 종식과 1989년 베를린 장벽 붕괴로 16년 동안 권력을 잡은 콜은 미하일 고르바초프의 정치적 업적을 폄하하였으며 다른 정당 동료들을 "아기"와 "배신자"로 일축하였다. 2014년에 출판되었지만, 콜은 판매를 간신히 차단하고 쾰른 고등법원의 결정에 따라 116개의 구절을 재판(再版)할 수 있었다. 슈반은 출판되기 원하는 문제를 논할 때 콜에게 테이프 레코더의 전원을 끌 수있는 선택권을 주었다고 주장하였다. 슈반과 공동 저자인 틸만 옌스(Tilman Jens)의 변호사와 랜덤 하우스의 한 부서인 하이네 출판사는 판결에 대해 항소할 것이라고 말하였다.

### 서거
2017년 6월 16일 87세의 나이로 오거스하임 자택에서 서거하였다. 장례식은 7월 1일 유럽 의회가 있는 프랑스 동부의 독일과의 국경 도시 스트라스부르에서 영위되었다. 동서독 통일과 유럽 통합과 화해를 이룬 공적을 기려 유럽 연합(EU)이 처음으로 장례식을 주관하였다. 고인의 뜻에 따라 독일 정부 국장은 행해지지 않고, 장례식은 장클로드 융커 유럽 위원장이 주도하였다. 융커는 "독일을 사랑하고, 동시에 유럽을 사랑하였다"고 그 죽음을 애도하였다. 앙겔라 메르켈 독일 총리, 에마뉘엘 마크롱 프랑스 대통령 등이 참석하여 국가의 틀을 넘어 푸른 EU의 깃발에 휩싸인 관 앞에서 이별을 아쉬워하였다. 행사는 독일 국가와 함께 EU의 노래로 알려진 베토벤의 '환희의 송가' 연주로 마무리되었다.

## 정치적 견해
콜은 프랑스 대통령 미테랑과의 긴밀한 관계를 유지하면서 유럽을 통합하기 위해 최선을 다하고 있었다. 또, 그는 독일 통일을 위한 노력도 함께 병행하고 있었다. 그는 사회 민주주의 전임자의 동방 정책을 계속 이어가긴 했지만, 소련을 약화시키기 위해 레이건의 보다 공격적인 정책을 지지했다.

## 대중의 인식
콜은 서독 정치에서 완고한 반대에 직면하였고, 또한 자신의 출신지와 실제 키, 단순한 언어에 대해 조롱당했다. 루이 필립의 역사적인 프랑스 만화와 유사하게, 한스 트락슬러(Hans Traxler)는 좌익 풍자 저널에서 콜을 타이타닉의 배로 묘사했다. 독일어 단어 "Birne"("배")가 콜 총리에 대한 별명과 상징이 되었다.
사회학자 송호근은 기술관료적 성격을 갖는 정치인이라면 불가능했을 사회혁신을 특유의 정치력으로 밀어붙인, "카리스마적인 정치지도자" 중 한 명으로 콜 수상을 언급했다. 국민소득 1만 달러 시점에 분배구조와 복지개혁에 주력하며 노사협력 제도를 창안해 정착시키고, 사회적 투명성과 합리성을 증진하는 제도는 물론 상호신뢰를 높이는 각종 제도를 도입했던 선진국 지도자들 중 하나라는 것이다.

### 명예 총리
헬무트 콜은 수많은 상과 찬사뿐만 아니라, 박사 학위 및 국적(시민권) 명예 타이틀을 받았다. 그 중에서도 그는 독일과 프랑스의 우정과 유럽 연합(EU)에 대한 기여에 대해 프랑스 대통령 프랑수아 미테랑과 샤를마뉴 상을 받은 공동수상자였다. 1996년, 콜은 스페인의 펠리페에서 국제 협력에 대한 아스트리우스 왕자 상을 받았다. 1998년 콜은 유럽 통합과 협력에 대한 그의 뛰어난 업적을 인정 받아 유럽의 명예 시민으로 선정되었다.

## 저서
《나는 조국의 통일을 원했다: 콜총리 회고록》, (해냄출판사, 1998), ISBN 9788973371884(8973371886)